# Януш, Богдан
Богдан Януш (псевдоним Василий Карпович); 23 января 1887, Львов — 5 ноября 1930, Львов) — польский и украинский археолог, этнолог, искусствовед, публицист, реставратор памятников старины в Львовском воеводстве (1921—1930) и редактор журнала «Wiadomości Konserwatorskie».

## Биография
Учился в гимназии Львова, окончил 7 классов. Намеревался сдать «Аттестат зрелости» экстерном. Зарабатывать на жизнь начал со школьных лет, поэтому не смог учиться в университете. Посещал частные лекции профессора Карела Гадачека в Львовском университете.
С 1907 года работал в музее Шевченко в Львове. В дальнейшем на жизнь зарабатывал «пером». Перед Первой мировой войны — редактор издания «Kurjera Lwowskiego».
В 1923 году был назначен консерватором праисторических памятников Львовского округа.
В 1924 году на собственные средства начал издавать месячник «пол. Wiadomości Konserwatorskie», а в 1925 г. прекратил — за нехватки средств.
В 1928 г. некоторое время был руководителем «Музея Покутья» в Станиславове. Во 2-й половине 1929 года из-за финансовых проблем потерял мебель, библиотеку Школьником проводил исследования кладбища в Кукезове..
В 1921—1925 гг . был сотрудником Музея НОШ и инициатором Кружка любителей Львова.
Исследовал историю и архитектуру церквей на территории княжеского Львова: св. Николая, св. Онуфрия, св. Пятницы, разрушенной 1776 церкви св. Теодора, а также армянской кафедры.
Заметки на украинском языке давал под псевдонимом Василий Карпович в журнале «Старая Украина» (1924—1925). Исследовал деревянное строительство на окраинах Львова, армянские и греческие достопримечательности Львова и Тернопольщины, в частности, «Przeszłość и zabytki województwa Tarnopolskiego (недоступная ссылка)», 1926 — одну из первых добросовестных региональных монографий Польши и др.). В 1929 году на заседании Политехнического общества во Львове прочитал доклад «Архитектура костельная львовского средневековья».
Из-за неразрешимых, по его мнению, проблем, застрелился 5 ноября 1930 года во Львове. Был похоронен на Лычаковском кладбище, поле 13. Через одну могилу в 1915 г. был похоронен известный историк Ковалишин Франц. Обе могилы потеряны, на похоронах Богдана Януша сотрудниками музея «Лычаковское кладбище» установлен памятный знак.

## Память
В 1993 г. именем Богдана Януша назвали улицу во Львове в местности Подзамче.

## Семья
Жена — Ядвига Рудоминовна.

## Работы
Автор нескольких сборников материалов к археологической карты Восточной Галиции:
- «„Z pradziejów ziemi Lwowskiej“» (1913)
- «„Zdobnictwo ludowe w okolicach Lwowa“» (1913)
- «„Kultura przedhistorycana Podola galicyjskiego“» (1914/1919[4])
- «„Człowiek przedhistoryczny“» (1914)
- «„Zabytki przedhistoryczne Galicyi wschodniej“» (1918)
- «„Karaici w Polsce“» (Kr., 1927)
- «„Zabytki monumentalnej architektury Lwowa“» (Lw., 1928)[5]
- «„Bibliografia Ormian w Polsce“» (не издана).[5]